# Leutwil

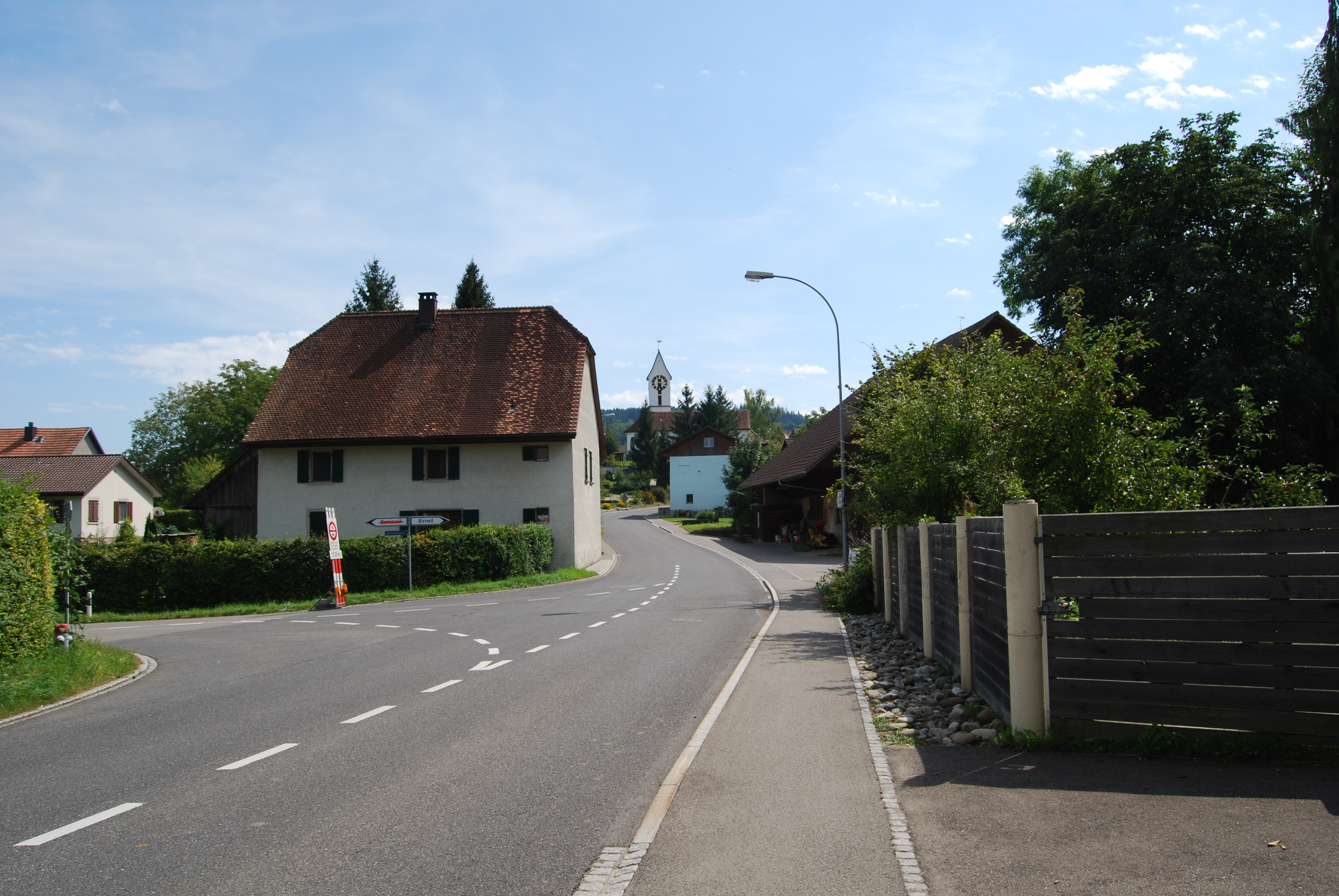
Leutwil

Leutwil is een gemeente en plaats in het Zwitserse kanton Aargau en maakt deel uit van het district Kulm.
Leutwil telt 741 inwoners.